# Nezahualcóyotl
Nezahualcóyotl, Ciudad Nezahualcóyotlⓘ – miasto w środkowym Meksyku, w stanie Meksyk, w strefie metropolitalnej miasta Meksyk. Około 1,25 mln mieszkańców.